# Коровников, Алексей Васильевич
Алексе́й Васи́льевич Коро́вников (28 мая 1929 — 17 ноября 2009) — российский строитель, внёс значительный вклад в развитие г. Перми. Заслуженный строитель Российской Федерации, кавалер ордена Трудового Красного Знамени, кавалер медали ВДНХ, почётный строитель России, почётный гражданин Перми, кавалер почётного знака «Строительная слава».

## Биография
А. В. Коровников родился на Горном Алтае в крестьянской семье. В 1937 году его отца репрессировали и расстреляли. Семья бедствовала, Алексею приходилось работать пастухом.
Окончив семилетнюю школу, он поступил в артиллерийскую школу, но через год был отчислен как сын репрессированного. После службы в рядах Советской армии работал в шахтах Кизеловского угольного бассейна. В 1951 году женился. В 1954 году после окончания вечерней школы поступил в Пермский горный институт, который окончил с отличием в 1959 году, получив специальность горного инженера-шахтостроителя. С этого же года стал работать в шахтостроительном управлении Киселёвскуголь в Кузбассе, пройдя путь от мастера до начальника горного цеха.
В 1963 году переехал в Пермь и начал работать в Тресте № 14 на должности главного инженера СМУ-8, которое впоследствии возглавил. В 1975 году стал главным инженером Треста № 14.
В 1976 году занял должность управляющего трестом крупнопанельного домостроения (КПД) Главзападуралстроя (в 1987 году трест переименован в Пермское проектно-строительное объединение — ППСО), на которой проработал до 1994 года. Этот период стал наиболее продуктивным в карьере А. В. Коровникова. При его непосредственном участии возникли микрорайоны Парковый, Садовый, Крохалева, Вышка-2, жилые массивы в Кировском и Орджоникидзевском районах Перми. Он руководил строительством Дома Советов, пермского цирка, планетария, драмтеатра, Дворца культуры Гознака, кинотеатров «Россия» и «Искра», а также многих других объектов. Под его руководством возводилось до 270000 м² в год, а за время его работы было введено в строй 11000000 м². В 1970—1980-е гг. ППСО возводило до 90 % нового жилья в Перми. Большим достижением А. В. Коровникова считается проведение перепрофилирования завода КПД на выпуск крупнопанельного домостроения 97 серии без остановки производства. За первые два 16-этажных дома, построенных по этой технологии, он был награждён медалью ВДНХ и орденом Трудового Красного Знамени.
В 1992 году А. В. Коровников инициировал создание ОАО «Камская долина», возглавил совет директоров компании.
В 1995 году стал одним из инициаторов создания ассоциации «Пермские строители», занимал пост исполнительного директора, а позже — председателя этой организации.
В 2000 году создал и возглавил ООО «Инвестиции и строительство», ставшее последним в его трудовой биографии. 17 ноября 2009 года Алексей Васильевич скончался.
В 2010 году ОАО «Камская долина» учредила Пермскую региональную общественную организацию поддержки строительных инициатив имени А. В. Коровникова. Деятельность организации направлена на поддержку талантливых студентов строительного факультета ПГТУ. Совет общественной организации возглавил внук строителя Алексей Коровников, после смерти деда ставший директором ООО «Инвестиции и строительство».